# Propulsie nucleară
Propulsia nucleară include o mare varietate de metode de propulsie care utilizează o formă sau alta de reacție nucleară ca sursă principală de energie. 